# Republiek Formosa
De republiek Formosa of republiek Taiwan (Chinees: 臺灣民主國, Hanyu pinyin: Táiwān Mínzhǔguó) was een republiek die in 1895 korte tijd bestond op het eiland Taiwan, tussen de terugtrekking van de Chinese troepen van de Qing-dynastie en de komst van de Japanse troepen in het kader van het Verdrag van Shimonoseki. De republiek Formosa is, op de republiek Ezo na, de oudste republiek van Azië.

## Presidenten
- Tang Ching-sung (25 mei 1895 – 5 juni 1895)
- Liu Yung-fu (5 juni 1895 – 21 oktober 1895)

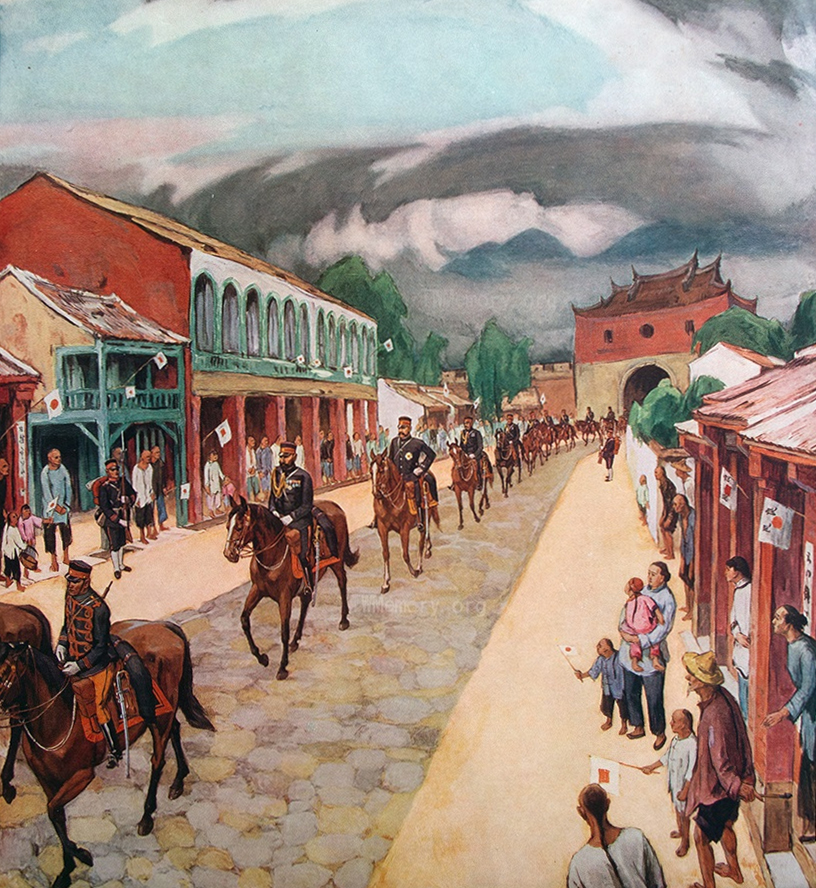
Taipei valt in Japanse handen